# 明石行雄
明石 行雄 （あかし ゆきかつ）は、戦国時代から安土桃山時代にかけての武将。備前国の宮山城、保木城の城主と伝わる。官位は従五位下・伊予守。
景親（かげちか）の諱で広く知られるが、そのように自著した書状は一通も存在しておらず、最近では確実な文書から実名は「行雄」であると比定されている。

## 生涯

### 浦上家臣時代
備前国で浦上氏の家臣として浦上則宗の代から仕える備前明石氏の出身。父の名は源三郎景憲であるとも言われるが確証は得られておらず今のところは不明である。
天文年間末からの浦上政宗と宗景兄弟の分裂において『備前軍記』では終始宗景に味方した股肱の臣として挙げられており、以後宗景に重臣として仕える。永禄10年（1567年）の明善寺合戦では浦上方として宇喜多直家への援軍として駆けつけ勝利に貢献したという。
永禄11年（1568年）6月1日には備前の片上と浦伊部（いずれも現在の岡山県備前市内）の間で起こった境界争いの仲介を大田原長時・服部久家・日笠頼房・岡本氏秀・延原景能と行雄の6人が行っている。永禄12年（1569年）には10月には美作国で毛利氏に奪われた高田城の奪還を狙う三浦貞広を岡本らと共に支援して高田城代・香川広景を攻撃した。
天正2年（1574年）から浦上宗景と宇喜多直家の対立が激化し、天神山城の戦いが開戦した際には宗景を支持し、情勢不利となっても宗景と共に天神山城に籠り交戦していたが、やがて抗い切れないと悟ると宗景を見限り天神山城に火を放った上で城内の一角を占拠し天神山城陥落のきっかけを作った。
この時、行雄の裏切りが天神山陥落に絡んだことは毛利氏の記録でも確認できる。

### 宇喜多家臣時代（直家期）
浦上氏滅亡後は浦上時代の所領をそのまま認められたが、宇喜多氏の老臣の列には加えられず「客分」として行雄は迎え入れられた。天正6年（1578年）の第二次上月城の戦いでは攻城側の後巻として八幡山城(西播磨)に布陣していたが、この時上月城の救援に来ていた羽柴秀吉の家臣・竹中重治に密かに通じるなど不穏な行動を取っていたものの、攻城側優位のこの戦いにおいて実際に行動は起こしていない。
天正7年（1579年）に直家が毛利氏を裏切って織田信長に通じた際には毛利との戦争に備えて備前と美作の国境付近の白石城の改修に当たった。天正8年（1580年）3月には宇喜多から毛利へと寝返った竹内為能の籠る高城攻囲に参加。この攻城戦の際、蕨尾山に陣取った行雄の軍勢が籠城兵の夜討ちによる反撃を受け平尾弾正忠が討ち取られるなどの被害を出したが宇喜多軍は高城の攻略に成功し為能を追放した。高城陥落後の同年9月には篠向城に移って城の改修をした。
天正10年（1582年）には備中高松城の戦いに直家の嫡子・八郎（後の宇喜多秀家）を奉じて羽柴秀吉の元に参陣し賞賛された。

### 宇喜多家臣時代（秀家期）
天正11年（1583年）、羽柴秀吉と毛利氏との話し合いで決められた宇喜多・毛利両氏の領地の境界で宇喜多方に組み込まれた事に不満を示し、交戦の構えを見せた娘婿である虎倉城主・伊賀家久に対して城を開城し毛利領へと退去するよう説得し、家久を虎倉より退去させる事に一役買った。天正14年（1586年）に従五位下伊予守叙任、以後の書状での名乗りは明石伊予守行雄となる。
天正16年（1586年）9月8日には上洛した毛利輝元の屋敷に宇喜多秀家の使者として参上し宇喜多屋敷へと輝元を招待したいという旨を伝えた。文禄3年（1594年）に行雄は娘婿・伊賀家久の遺児である才法師丸の行く末を心配して、当時の家久の主君であった小早川秀秋の家老である山口宗永に書状を送って「似合いの御用」を仰せつけて欲しいと頼んだ。また、この書状では「老足の儀」により参上は出来ないので御用は掃部助（全登）に仰せつけて欲しいとも頼んでいるので、この時既に老衰が始まっており明石氏の当主も掃部助に移譲されていたものと見られる。なお、この文禄3年（1594年）付けの書状が行雄の遺した最後の書状である。
慶長2年（1597年）に始まる慶長の役において、長信という人物（名字は不明）が行雄の出陣があるかどうかを尋ねる書状が残っており、少なくとも慶長2年までは行雄が存命であったことがわかるが、没年は不明である。